# Ciampino
Ciampino er en italiensk by (og kommune) i regionen Lazio i Italien, med omkring 38.595(2023) indbyggere. 